# 森下純弘
森下 純弘（もりした すみひろ、ローマ字表記：Sumihiro Morishita、1977年7月16日）は、香川県高松市出身のハンドボール選手。身長174cm、体重68kg。
香東中-坂出工高-岡山商大を卒業。
2006年8月には単身渡独、SG Motor Gohlis - Nord Leipzig e.V.に入団。
2008年4月から自身の活動拠点を奈良県に移し、現在に至る。
2009年から奈良教育大学、2010年9月からは同校附属中学校にて、指導者としても活動している。

現在の主な個人契約先には、AKC TOURS（チーム 販促物スポンサー）、明治乳業株式会社（個人 プロスタッフ契約）。